# Felicjan Zach

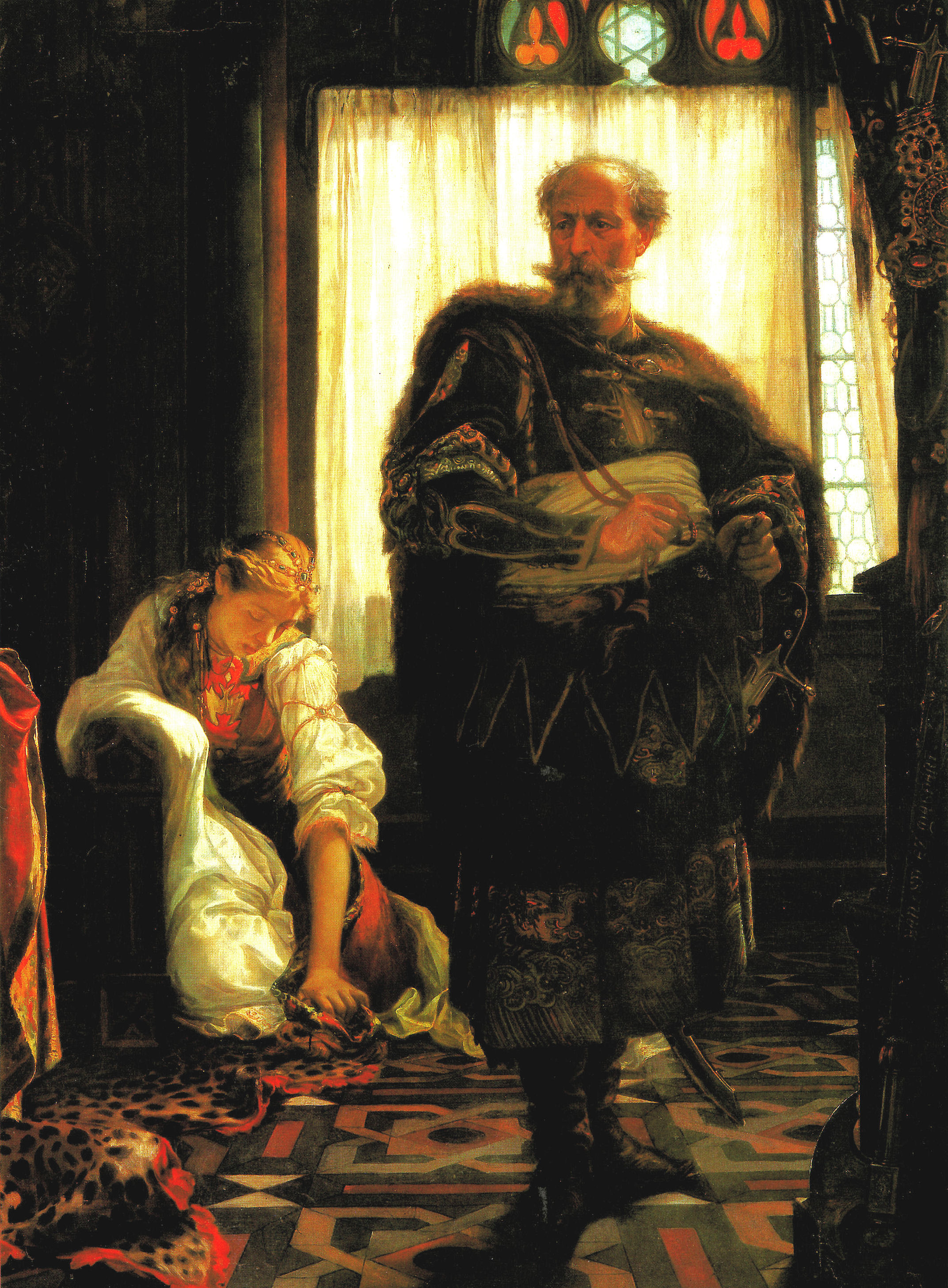
Felicjan Zach - obraz autorstwa Viktora Madarásza.

Felicjan Zach (węg. Zách Felicián) (zm. 17 kwietnia 1330 w Wyszehradzie) – węgierski magnat, palatyn hrabiego trenczyńskiego i wojewody siedmiogradzkiego Mateusza Czaka.

## Życiorys

### Relacje z królem węgierskim
W 1308 uczestniczył w spotkaniu nuncjusza papieskiego Gentilisa z magnatem węgierskim Mateuszem Czakiem. W tym czasie należał do szerokiego grona zwolenników Czaka, przewodzącego opozycji przeciw królowi. Mimo klęski wojsk Abów i Czaka w bitwie pod Rozhanovcami nie przeszedł wtedy na stronę króla, za co został pozbawiony majątku. W 1315 Felicjan porzucił ostatecznie obóz Mateusza Czaka i wstąpił w służbę króla węgierskiego Karola Roberta, aby odzyskać utracone dobra. Wkrótce trafił do grona zaufanych dworzan i zyskał tytuł kasztelana zamku Sempte. Miał wolny dostęp na królewski dwór, zaś jego córka Klara należała do dam dworu królowej Elżbiety Łokietkówny. Około 1328 został zwolniony z urzędu kasztelana i odsunięty od królewskiego dworu.

### Zamach na rodzinę królewską
17 kwietnia 1330 Felicjan Zach wtargnął wraz z synem i służbą na dwór królewski w pobliżu zamku wyszehradzkiego, podczas gdy rodzina królewska jadła obiad. Felicjan ranił króla w rękę, zaś królowa straciła w zamachu cztery palce u prawej ręki i zwana była odtąd Kikutą. Próbował zabić synów królewskich: Ludwika i Andrzeja, został jednak pochwycony przez rycerzy królewskich i zabity na miejscu. Zwłoki Zacha poćwiartowano i rozesłano do większych miast Królestwa Węgierskiego.
Motywy zbrodni nie są jasne. Plotki krążące wówczas na terenie Węgier głosiły, że zamach Felicjana miał związek z ówczesnym pobytem królewicza polskiego Kazimierza na Węgrzech. Słynna z urody córka Felicjana Klara miała zostać zgwałcona przez polskiego dynastę. Obecnie uważa się, że zgwałcenie Zachówny nie miało większego związku z zamachem Felicjana na rodzinę królewską.

### Zemsta króla na rodzie Zachów
Za zbrodnię popełnioną przez Felicjana, ród Zachów został doszczętnie wymordowany. Córkę Felicjana Klarę okaleczono i obwożąc ją po kraju zmuszano do wyznawania ojcowskiej winy. Druga z córek Zacha, Zeba została stracona pod miastem Léva koło Ostrzyhomia, zaś jej mąż Kopay Palásthy zmarł w więzieniu. Synów Zeby i Kopaya wygnano z kraju, zaś jedynego syna Felicjana włóczono przywiązanego do ogona końskiego, dopóki nie umarł. Miesiąc po zamachu sąd urzędników dworskich skazał wszystkich krewnych Felicjana do trzeciego stopnia na śmierć, a dalszych wygnano i skonfiskowano ich dobra materialne.
Niekiedy krewni Felicjana są błędnie uważani za protoplastów rodu Amadejów. Wynika to z błędnej identyfikacji Felicjana Zacha z innym magnatem węgierskim Amadejem Abą.